# Kidslife
Kidslife ist eine 2006 erstmals erschienene deutschsprachige Zeitschrift, die sich an Eltern und Bezugspersonen von Kindern zwischen 3 und 16 Jahren richtet. Der thematische Schwerpunkt der Zeitschrift liegt in den Bereichen Erziehung, Bildung, Medien, Gesundheit und Ernährung.
Die Zeitschrift enthält regelmäßig Hinweise für den Umgang mit Medien, Computer und Internet, die helfen sollen, die Medienkompetenz von Kindern und Jugendlichen zu fördern. Diese Hinweise werden gemeinsam mit dem Medienmagazin Flimmo und dem Institut für Kommunikationswissenschaft und Medienforschung der Ludwig-Maximilians-Universität München erarbeitet. Berichte über Projekte für Eltern und Kinder, zur Anregung von Eigeninitiativen, sowie ein Literaturclub mit Lesetipps und Geschichten zum Selber-Schreiben bilden weitere Schwerpunkte des Magazins.
Daneben existieren allgemeine Unterhaltungsrubriken.